# Moorkop

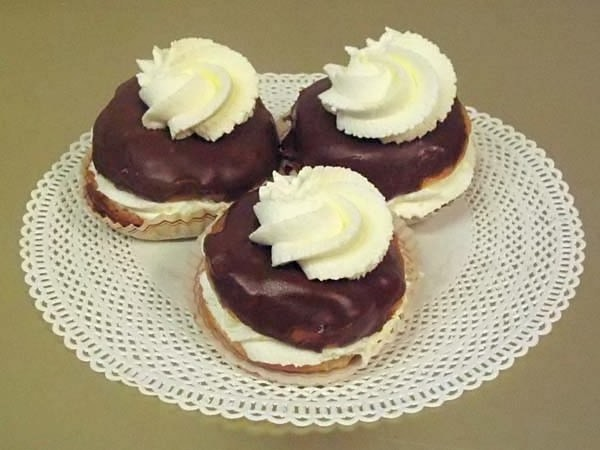
Trzy moorkoppen

Moorkop (l.mn. moorkoppen) – holenderskie ciastko o kształcie dużej kuli z lekko spłaszczonym spodem, upieczone z ciasta parzonego i wypełnione słodką bitą śmietaną. Po wierzchu polane roztopioną, gorzką czekoladą lub czekoladową polewą, a na górze udekorowane czubkiem z bitej śmietany i kawałkiem owocu, którym najczęściej jest cząstka ananasa lub mandarynki. W dosłownym tłumaczeniu z języka holenderskiego nazwa ciastka oznacza "głowę Maura", przy czym dawniej używano określenia Moor dla ludzi o czarnym kolorze skóry. Ciastka są do kupienia w sklepach cukierniczo-piekarniczych oraz supermarketach. Chętnie spożywane do kawy.

## Podstawowe składniki

### Ciasto
Ciastka są wypiekane z ciasta parzonego, którego podstawowymi składnikami są: woda, masło, mąka pszenna, całe jajka i szczypta soli. Z przygotowanego w garnku ciasta wykrawa się łyżką okrągłe porcje i umieszcza, zachowując dostatecznie duże odstępy, na blasze wyścielonej pergaminem i posmarowanej masłem. Po wyrośnięciu i upieczeniu otrzymuje się kuliste, bardzo lekkie, puste w środku, złocisto-żółte ptysie, w których po ostygnięciu wycina się z boku małe otworki, przez które napełnia się je później ubitą śmietaną z cukrem.

### Wypełnienie i dekoracja
Ciastka wypełnia się śmietaną ubitą razem z cukrem, ewentualnie z dodatkiem cukru waniliowego, za pomocą miksera kuchennego. Gorzką czekoladę (ewentualnie z dodatkiem masła) topi się w au bain-marie (garnku z płaszczem wodnym) i po schłodzeniu polewa się nią od góry każde ciastko lub zamacza górną część ciastka w płynnej czekoladzie – w tym przypadku przed wypełnieniem bitą śmietaną. Po zastygnięciu czekoladowej polewy i tuż przed podaniem dekoruje się ciastko różyczką z bitej śmietany i ozdabia kawałkiem ananasa lub cząstką mandarynki.